# Poggio Rusco
Poggio Rusco – miejscowość i gmina we Włoszech, w regionie Lombardia, w prowincji Mantua.
W Poggio Rusco znajduje się ważny węzeł kolejowy. Krzyżują się tu linia kolejowa Bolonia–Werona–Brenner–Monachium z linią kolejową La Spezia–Parma–Poggio Rusco–Ferrara–Rimini.
Według danych na rok 2004 gminę zamieszkuje 6266 osób, 149,2 os./km².
W Poggio Rusco urodził się siatkarz i trener tej dyscypliny sportu Andrea Anastasi.

## Miasta partnerskie
- Condé-sur-Noireau